# Laslo Đere
Laslo Đere (serbisk: Ласло Ђере, alt. tr. Laslo Djere; ungarsk: Györe László, født 2. juni 1995 i Senta, Den Føderale Republik Jugoslavien) er en professionel mandlig tennisspiller fra Serbien.